# إليزه ماكي
إليزه ماكي (بالإنجليزية: Elsie McKee)‏ هي أكاديمية أمريكية، ولدت في 1951.